# Ombres i boira
Ombres i boira (Shadows and Fog en la versió original) és una pel·lícula estatunidenca, escrita i dirigida per Woody Allen, estrenada el 1992. Aquesta pel·lícula ha estat doblada al català.

## Argument
En una petita ciutat d'Europa central, vagareja un estrangulador. Kleinman, un empleat sense nivell i clarament poruc, és reclutat per força per la milícia que s'acaba de formar. A mesura que avança la nit, mentre que els homicidis tenen lloc, Kleinman coneix una commovedora empassadora de sabres la parella de la qual està en perill.

## Repartiment
- Woody Allen: Kleinman
- Mia Farrow: Irmy
- John Malkovich: pallasso
- Michael Kirby: l'estrangulador
- Madonna: Marie
- Donald Pleasence: doctor
- Lily Tomlin: prostituta
- Jodie Foster: prostituta
- Kathy Bates: prostituta
- John Cusack: Jack, l'alumne
- Kate Nelligan: Eva
- Fred Gwynne: el deixeble de Hacker
- Julie Kavner: Alma
- John C. Reilly: policia
- Victor Argo: vigilant
- Eszter Balint